# .30カービン弾
.30カービン弾（30カービンだん、.30 Carbine、7.62×33mm）は、1940年代に設計された小銃用実包である。小型自動小銃M1カービンの18インチ（458 mm）銃身からの発射を想定して設計された。

## 歴史
第二次世界大戦直前、アメリカ陸軍は軽小銃(light rifle)の開発計画を開始した。この計画では支援兵科や後方地域部隊の戦力向上を目的としており、当時それらの兵科・部隊で標準的に使用されていたM1911A1ピストルよりも高い火力と精度を備え、またM1ガーランド小銃やトンプソン短機関銃よりも軽量である事が求められた。この要望を踏まえた軽小銃の開発と並行して、ウィンチェスター社によって開発されたのが.30カービン弾である。原型は.32ウィンチェスター・セルフローディング弾(.32 SL)と呼ばれる1906年にウィンチェスターM1905小銃向けに開発された旧式の無起縁型弾薬であり、.30カービン弾はこれを.30口径に設計しなおしたものであった。一方で科学の進歩も手伝い、発射薬はより先進的なものが使用された。直線的な形状の薬莢や丸みのある弾頭など、外見は拳銃弾に近い特徴を備えている。

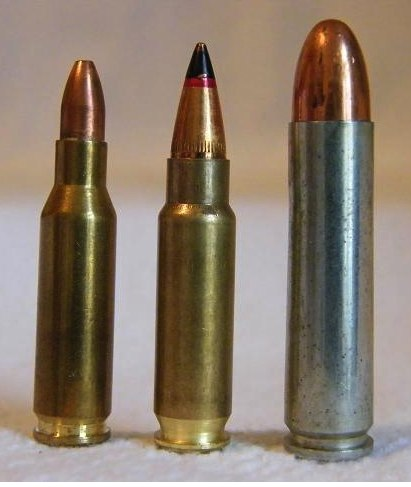
4.6x30mm弾, 5.7x28mm弾, .30カービン弾

当初、ウィンチェスター社は弾薬の開発のみを担当しており、軽小銃そのものは他の企業や個人の設計者によるいくつかの設計案が陸軍に提出されていた。しかしいずれの設計案も、5ポンド以下という目標重量をクリアする事が出来なかった。そこで陸軍のルネ・スタッドラー少佐(Rene Studler)は、.30-06弾を使用するウィンチェスターM2小銃をスケールダウンして.30カービン弾向けの小銃を開発することは出来ないかとウィンチェスター社に持ちかけたのである。この設計にはジョナサン・ブローニング技師およびデビッド・ウィリアムズ技師が関与した。
こうして開発されたM1カービンは、重量があり嵩張るM1ガーランド小銃に代えて歩兵将校、機関銃手、砲兵、戦車兵、空挺隊員、および通信要員などによって装備された。この銃と弾薬は標準的な歩兵装備として置換される事を意図していなかったが、現在では後のアサルトライフルおよびアサルトライフル用小口径弾に近い設計思想の元で設計されたと考えられている。派生型の1つであるM2カービンは、セミ/フルオートを切り替えられるセレクティブ・ファイア機構と30発着脱式弾倉を備えた改良型で、第二次世界大戦後期に投入された。M1およびM2カービンは朝鮮戦争中にも広く使用された。朝鮮戦争後の米陸軍による評価報告では、M1およびM2カービンに対して寒冷地運用におけるいくつかの欠点が報告された他、厚着をした北朝鮮および中国の兵士を至近距離で銃撃しても足止め出来なかった旨の苦情が複数寄せられた。しかし、その後もM1およびM2カービンの使用は続けられ、ベトナム戦争では偵察部隊(LRRP)や軍事顧問などのアメリカ軍人が標準火器の代用品として使用した。また.30カービン弾の威力不足に関する報告はその後も繰り返し寄せられた。
1994年、イスラエルではMagalと呼ばれる新型小銃を採用した。これはガリルMARを原型として.30カービン弾の仕様に対応させたものだった。しかし過熱などの不具合に関する報告が相次いだため、2001年には採用が撤回された。M1カービンは、未だにイスラエル警察および市民警備隊によって運用されているという。

## 開発
アメリカ陸軍が要求した仕様によれば、新型弾薬の口径は.27以上であり、有効射程は300ヤード以上、また300ヤード地点での平均射撃精度が誤差18インチ以下に収まる事が求められた。この要求を受けたウィンチェスター社のエドウィン・パグスレイ(Edwin Pugsley)技師は、新型弾薬の口径を.30口径、弾頭重量は100から120グレイン、初速を610m/sとして設計した。最初の試作弾は.32SL弾を原型として薬莢のリムを下げ、軍用の.45ACP弾と類似した形状の.308弾頭を備えたものだった。また最初に出荷された100,000発分には、.30 SLの刻印が刻まれていた。

## 民間での使用
M1カービンは軍用銃としてだけではなく、コレクションやスポーツライフル、猟銃など民生用ライフルとしても非常に人気があり、そのために.30カービン弾もまた民間で広く使用されている。例えば鹿など小規模・中規模の獲物を対象とした狩猟にて使用されることも多い。ただし銃身の長いカービン銃で発砲したとしても、標準的な軍用フルメタルジャケット弾の場合はソフトないしホローポイント弾のように崩れる事はなく、また密度の高さから弾頭の貫通力も高い。狩猟や自衛においても需要が高い ソフトポイントおよびホローポイントなどの弾薬は、ウィンチェスターやレミントンUMC、フェデラルカートリッジ社によって提供されている。.30カービン弾は、.32-20ウィンチェスター弾や.327フェデラルマグナム弾、.32ウィンチェスターSL弾などと同一の目的でしばしば使用される。

## 拳銃
拳銃の中にも、.30カービン弾を使用するものがいくつか存在する。1944年、スミス&ウェッソンは.30カービン弾を使用する回転式拳銃を開発しており、問題を起こす事なく1,232発の連続射撃に成功したという。またこの回転式拳銃は4インチ銃身を備え、標準軍用弾頭を389 m/sの初速で発射することが出来たという。しかし命中精度が低く、25ヤード地点での平均射撃精度は誤差4.18インチであったという。このため、陸軍はこの回転式拳銃の採用を見送っている。.30カービン弾を使用するピストルについては、しばしば銃声の大きさが特徴として指摘される。
1958年、J・キンバル・アームズ株式会社は.30カービン弾を使用する拳銃を発表した。これはハイスタンダード社が設計したフィールド・キング.22口径競技用ピストルを再設計したものであった。1960年代にはスタームルガー・ブラックホークのバリエーションとして、.30カービン弾を使用するものが設計されている。ユニバーサル・ファイアアームズ社は、1964年から1983年にかけてエンフォーサー・ピストルと呼ばれる.30口径拳銃を設計した。エンフォーサーは法的に拳銃として扱われるようにM1カービンの銃床を除いたもので、1983年から1986年にかけてアイバー・ジョンソン社によって販売された。その他、トンプソン・センター社のトンプソン・コンテンダー、トーラス社のレイジング・サーティ、AMT社のオートマグIIIなどが.30カービン弾を使用する拳銃として知られるが、いずれも商業的に大きな成功はしていない。

## 比較

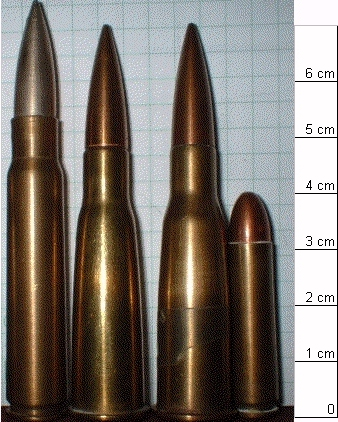
左から8mmモーゼル弾、8mmルベル弾(2発)、.30カービン弾

標準的な.30カービン弾の弾頭重量は110グレイン(7.1g)で、初速は610m/s、エネルギーは1,311ジュールである。一方、4インチ銃身から発射された.357マグナムリボルバー弾の場合、初速は460m/sでエネルギーは750ジュールである。この比較では、.357弾の方が大口径であり、また通常はホローポイント弾仕様である点に注意しなければならない。
.30カービン弾はごく初期の民生用半自動小銃向け実包、.32SL弾を原型としている。これらの銃弾の性能は現在流通している.32-20ウィンチェスター弾に相当する。民生仕様の.30カービン弾は狐やペッカリー、コヨーテなどの大型動物の駆除・狩猟目的の仕様に適しているとされる。.30カービン弾発射時の銃口エネルギーは、鹿撃ち用の.30-30ウィンチェスター弾に比しておよそ半分、大物狩猟用の.30-06スプリングフィールド弾に比しておよそ3分の1に相当するという。
アメリカのいくつかの州では、狩猟に関する法律の中でその名称や銃口エネルギーの大きさのため、.30カービン弾の狩猟における使用を禁止している。

## 種類
一般的に次のようなものが運用された。
- M1通常弾(Cartridge, Caliber .30, Carbine, Ball, M1)
- M6擲弾発射用空砲弾(Cartridge, Caliber .30, Carbine, Grenade, M6)
- M13模擬弾(Cartridge, Dummy, Caliber .30, Carbine, M13)
- M18耐圧試験用普通弾(Cartridge, Caliber .30, Carbine, Ball, High Pressure Test, M18)
- M27曳光弾(Cartridge, Caliber .30, Carbine, Tracer; M27)

## 別名称
- .30 M1カービン弾(.30 M1 Carbine)
- 7.62x33mm弾(7.62×33mm)
- .30 SL弾(.30 SL)